# René Dubois (ébéniste)
Pour les articles homonymes, voir René Dubois et Dubois.
René Dubois est un maître ébéniste du XVIIIe siècle, né en 1737 et mort en décembre 1799.

## Biographie
René Dubois marié avec Barbe Maguerite Anthiaume. Il a un fils Hubert Dubois, également ébéniste d'art au Faubourg Saint-Antoine.
Il est le fils de Jacques Dubois (1694-1763) et le frère de Louis Dubois, tous deux maîtres ébénistes..
Il meurt en décembre 1799 dans sa maison rue des Orfèvres.

## Estampille
Un meuble estampillé Dubois est garanti haut de gamme, mais cela ne signifie pas nécessairement qu'il soit de Jacques Dubois père. En effet, son fils René Dubois prend la tête de l'atelier paternel en 1763, sans changer d'estampille. Cela ne pose pourtant pas de problème aux experts qui savent distinguer facilement les meubles de l'un et de l'autre.

## Cote
- En 1999, une commode en placage de palissandre, estampillée « Dubois », se vend pour la somme de 543 000 euros.
- En mars 2004, un « dos d'âne bonheur du jour » décoré de paysages marins, qui porte l'estampille de Jacques Dubois, le père, et qui serait pourtant l'œuvre de René Dubois le fils, est estimé à 150 000 euros, dans une vente à Senlis, dont il est la vedette.

## Musée
- Musée du Louvre : Paire de meubles d'entre-deux
- musée des arts décoratifs : Grand bureau plat